# یوکی مگورو
یوکی مگورو (ژاپنی: 目黒祐樹؛ زادهٔ ۱۵ اوت ۱۹۴۷) بازیگر، خواننده اهل ژاپن است.
از فیلم‌ها یا برنامه‌های تلویزیونی که وی در آن نقش داشته‌است می‌توان به شوگون اشاره کرد.